# 582 Dywizja Grenadierów Ludowych
582 Dywizja Grenadierów Ludowych (niem. 582. Volks-Grenadier-Division) – niemiecka dywizja grenadierów ludowych. 
Jej formowanie rozpoczęto 25 sierpnia 1944 na poligonie Warthelager pod Poznaniem w XX Okręgu Wojskowym. 17 września włączono ją do 26 Dywizji Piechoty, która została przekształcona w 26 Dywizję Grenadierów Ludowych.

## Skład
- 1206 pułk grenadierów
- 1207 pułk grenadierów
- 1208 pułk grenadierów
- 1582 pułk artylerii
- 1582 kompania rozpoznawcza
- 1582 batalion niszczycieli czołgów
- 1582 batalion inżynieryjny
- 1582 kompania łączności